# Винкс на льду
«Винкс на льду» (англ. Winx on Ice) — итальянский мюзикл в формате ледового шоу по мотивам фантастического мультсериала «Клуб Винкс» про команду девушек-волшебниц, спродюсированный компанией MAS Music Arts & Show под руководством режиссёра Сальваторе Вивинетто. Мюзикл объехал десяти городов Италии, побывал в Швейцарии, Португалии, Франции и России, в последней получив оригинальное продолжение, срежиссированное Ильёй Авербухом. В проекте принимали участие чемпионы мира по фигурному катанию: в Италии в трёх городах главную роль исполнила Каролина Костнер, а в России — Ирина Слуцкая. В каждой постановке 30 профессиональных фигуристов катались по 8-километровому ледовому полю. Шоу породило большой ажиотаж и собрало более 350 000 зрителей. На сайте Teatro.it мюзикл охарактеризован критиком как «по-настоящему искусно созданное шоу». В Италии издана DVD-версия мюзикла, а также выпущен оригинальный саундтрек из пятнадцати композиций. По мотивам постановки выпущены книги и оригинальная линейка кукол.

## Основа и особенности мюзикла

### Основа и сюжет
Вымышленная вселенная сериала состоит из нескольких измерений, главным из которых является Магикс — волшебный мир, закрытый от обычных людей и населённый различными существами, такими, как ведьмы, пикси, огры, тролли и монстры. Концепция волшебства фей в сериале представлена в виде волшебных трансформаций, которые они получают, выполнив определённые действия. Трансформации увеличивают их силы и в некоторых случаях позволяют пользоваться магией в конкретной среде. В частности, в третьем сезоне героини идут на определённые жертвы, что приносит им трансформацию Энчантикс, позволяющую снимать тёмные заклинания и уменьшаться. Главные героини — шесть девушек с разных планет: Блум, Стелла, Флора, Муза, Текна и Лейла. Все они являются ученицами Алфеи — школы для фей. Блум, Стелла и Лейла на своих планетах являются принцессами. У героинь есть молодые люди — так называемые специалисты из школы Красный Фонтан, где они учатся владеть лазерным оружием. Антагонистом мюзикла выступает Валтор, который хочет любой ценой уничтожить Винкс. В этом ему помогают Трикс — бывшие ученицы школы для ведьм Облачная Башня, которые пытались захватить волшебную страну и все три школы, включая собственную.
Мюзикл основывается на сеттинге третьего сезона итальянского мультсериала «Клуб Винкс», в нём присутствует новый персонаж, созданный Даниеле Каудуро и Сальваторе Вивинетто, — юная земная поэтесса Каролина. По сюжету мюзикла Каролина находится не в ладах с родителями, которые не одобряют её увлечение. Она мечтает попасть в такой мир, где существует магия поэзии. В антикварной лавке она находит дневник, который исполняет желания, и попадает в Алфею — школу для фей, где учились и Винкс. Там девушку постоянно дразнят другие ученицы, и Трикс убеждают её использовать свой дневник для того, чтобы стать ведьмой. Винкс замечают исчезновение Каролины и вместе со специалистами отправляются на её поиски. Выясняется, что Валтор спланировал это, чтобы победить Винкс. Он заточает фей в волшебной книге, но им удаётся вызвать силу Энчантикса и выбраться. Валтор приказывает Каролине записать в дневнике гибель Винкс, но она записывает поражение Трикс и Валтора.

### Замысел и создание
В январе 2008 года компания MAS Music Arts & Show объявила о начале поиска инвесторов для нового ледового мюзикла по мотивам Винкс, вдохновлённого недавним успехом мюзикла Winx Power Show и мультфильма «Клуб Винкс: Тайна затерянного королевства». Должность режиссёра мюзикла занял Сальваторе «Тото» Вивинетто, присоединившийся к MAS в качестве ученика в 1996 году и впоследствии получивший известность за участие в создании семейных шоу, особенно Winx Power Show и Scooby Doo Live On Stage. Сценарий написал Даниеле Каудуро, ещё один выпускник MAS, преподаватель актёрского мастерства детям, до этого исполнивший роль Тимми в Winx Power Show и занимавшийся танцевальной и актёрской деятельностью в мюзиклах, театре и телевизионных шоу. Впоследствии выбрал путь сценариста и режиссёра. Над хореографией работал известный в Италии танцор балета и хореограф Альберто Пальмисано, принимавший участие в постановке Winx Power Show, Scooby Doo Live On Stage, Stand Up! The Gospel Revolution и Hello Kitty The Show. Светодизайнером стал Альдо Сольбьяти, который был оператором-постановщиком итальянских инсценировок «Ромео и Джульетта» и «Орфей и Эвридика», а также концертных записей для домашнего видео, включая мюзикл «Нотр-Дам де Пари», концерты Эроса Рамазотти, Лауры Паузини и несколько других. Сценическое и визуальное проектирование выполнила компания Giò Forma, которая также осуществляла контроль за костюмами. Компания известна своим участием в проектировании сценического дизайна важнейших итальянских концертов (Васко Росси, Лауры Паузини, Ренато Зеро, Джорджи и других), итальянских костюмов для зимних Олимпийских игр в Турине и для события по случаю запуску автомобиля Fiat 500, а также по заказу телеканалов MTV, Nickelodeon и других.
Создатели планировали продержать шоу в Италии до января 2009 года, а затем представить его в крупных городах Европы, Азии и Южной Америки. Глава MAS Даниеле Луппино назвал «Винкс на льду» первым итальянским мюзиклом, готовящимся пересечь международные границы. Проект задумывался как форма игрового обучения: создатели постарались сделать его одновременно развивающим и интересным как для детей, так и для их родителей, а также заинтересовать детей фигурным катанием, совместив ценности «Клуба Винкс» со спортивной дисциплиной. Для проекта планировалось отобрать самых выдающихся фигуристов, а формат шоу адаптировать индивидуально для каждой страны. В отличие от самого мультсериала, целевой аудиторией мюзикла стали дети и подростки от 4 до 16 лет. Персонал шоу по плану насчитывал 25 артистов на сцене и около 70 техников. Создатели инвестировали 800 000 евро в рекламу, включая спутниковое телевидение, радио, рекламные щиты, газеты и вирусную рекламу. В каждой стране планировалось провести 4—5 представлений за 4—5 недель, за исключением Италии, где по плану должно было состояться шесть выступлений. Создатели прогнозировали продать в Италии 200 000 билетов и получить прибыль в 5 миллионов евро.
На одну из главных ролей определили чемпионку мира по фигурному катанию Каролину Костнер. Её персонаж — Каролина, молодая девушка, которая мечтает стать такой же волшебницей, как Винкс, благодаря «магии» поэзии. По словам Даниеле Луппино, прообразом главной героини выступила сама Каролина, поскольку, на его взгляд, она не только похожа на героинь мультсериала внешне, но и олицетворяет их ценности. В мае 2008 года начался отбор фигуристов для исполнения остальных ролей. Единственным требованием для кандидатов была отличная подготовка в фигурном катании, при этом актёрский опыт не был обязателен. Первые пробы состоялись 6 мая 2008 года на арене Медиоланум Форум в Милане. В проекте приняли участие и другие известные фигуристки. Так, Сильвия Фонтана, сыгравшая Айси, является пятикратной чемпионкой Италии; Клаудия Ди Костанца, исполнившая роль Сторми, заняла третье место в чемпионатах Италии по фигурному катанию 2001 и 2002 года и четвёртое место в 2003 году; Франческа Монджини, изобразившая Стеллу, заняла седьмое место в чемпионате Италии 2005 года; Джорджа Бомбардьери, которой досталась роль Блум, приходится двоюродной сестрой чемпионке Италии 1997 и 1998 года Тони Бомбардьери. В проекте задействовано 30 артистов, 150 костюмов, 100 техников, 20 проекторов видео высокого разрешения, 250 световых прожекторов, 100-ваттное звуковое оборудование с общей мощностью 80 000 ватт, 200 метров специальных опор для освещения, 12 грузовиков оборудования и ледовое поле на 8000 метров. Бюджет постановки составил 3,5 миллиона евро.

## В ролях

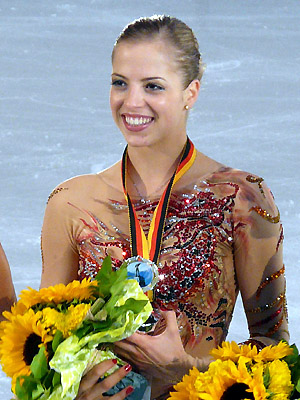
Каролина Костнер на церемонии награждения в 2007 году

| Персонаж | Актёр в Италии      |
| -------- | ------------------- |
| Блум     | Джорджа Бомбардьери |
| Стелла   | Франческа Монджини  |
| Флора    | Лучина Скарполини   |
| Муза     | Камилла Писторелло  |
| Текна    | Амбра Фределла      |
| Лейла    | Жамен Оркиде        |
| Скай     | Альберто Каринелли  |
| Брендон  | Марко Тоньи         |
| Гелия    | Кристиан Дзаккариа  |
| Ривен    | Дэвид Фраделлони    |
| Тимми    | Анджело Фьорентини  |
| Набу     | Маттео Оттавиани    |
| Айси     | Сильвия Фонтана     |
| Дарси    | Анджелика Белотти   |
| Сторми   | Клаудия Ди Костанцо |
| Валтор   | Кристиан Патерньяни |
| Каролина | Каролина Костнер    |

## Интервью с актёрами
Каролина Костнер, по собственным словам, была рада найти время для этого проекта, поскольку Винкс несут воспитательное сообщение, и ей хотелось бы, чтобы его нёс и спорт. Спортсменка заявила, что её с персонажами объединяют учёба в колледже, любовь к детям и ценность дружбы, а также готовность идти на жертвы ради достижения цели. Кроме того, персонажи привлекли Каролину тем, что они «всё время борются и в конце концов побеждают». В другом интервью Каролина заявила, что похожа на Винкс внешне, а также всегда положительно относилась к передаваемым ими ценностям. По её словам, одной из её целей всегда было привлечь внимание детей к фигурному катанию, и этот проект дал ей такую возможность. В то же время знаменитая фигуристка согласилась выступить только в трёх городах Италии: Милане, Турине и Риме (по другим данным — в Милане, Флоренции и Риме), чтобы не отвлекаться от спортивной карьеры и готовиться к олимпийским играм 2010 года. Джорджа Бомбардьери, сыгравшая роль Блум, положительно отнеслась к своему опыту: фигуристка сказала, что шоу «совмещает спортивную дисциплину с превосходной художественной выразительностью». По её словам, страсть к фигурному катанию она питала с трёхлетнего возраста. Вдохновившись опытом своей двоюродной сестры Тони Бомбардьери, бывшей чемпионки Италии, Джорджа получила титул чемпионки Италии среди студентов и вошла в национальную молодёжную лигу.
Камилла Писторелло, уроженка Милана, сыгравшая Музу, в интервью призналась, что и в жизни похожа на свою героиню: их объединяет наличие бойфренда, любовь к танцам и дискотекам, противоречивое желание быть обычной девушкой и в то же время выступать на сцене. На пробах создатели увидели в ней такую же чувственность, страсть к танцам и пению, что и у Музы. К тому же, по её словам, она выглядела на 5 лет младше своего возраста в 21 год, что дополнительно побудило создателей отдать ей роль. Актриса описала себя как девушку, смелую на публике, но находящую утешение на плече своего молодого человека. Фигуристка рассказала, что после выступления к ней подходили дети, но стеснялись заговорить и в молчаливом восторге брали автограф. Амбра Фределла, исполнившая роль Текны, также родом из Милана, тоже ассоциирует себя со своей героиней. По собственным словам, она эффективная, рациональная, прагматичная и выглядит холодно, хотя ласковая на самом деле. Фигуристка заметила, что её жизнь полностью соответствует идее Винкс о том, чтобы всегда оставаться собой. Она рассказала, что среди фанатов Винкс оказались даже родители, которые лично просили у неё автограф. При этом актрисы расписывались именами фей Винкс.

Я чувствовала радость детей, столь захваченных этой историей. Я надеюсь, что оставила отпечаток фигуриста в их головах — может быть, так у нас появится больше спортсменов: я слышала, что в Риме благодаря мне больше людей стали записываться на курсы.— Каролина Костнер

## Музыка
Музыку для постановки написал женевский композитор Фабио Серри, начинавший свою карьеру с клавишника в местной группе, а затем в MAS. С 2005 года он выступал композитором, аранжировщиком и музыкальным продюсером мюзиклов, спродюсированных этой компанией, и до этого уже работал над Winx Power Show и Scooby Doo Live on Stage. Оригинальный саундтрек шоу вышел в Италии на Audio CD 31 октября 2008 года под лейблом Night Magic Records/Poltronissima.
| №   | Название                            | Длительность |
| --- | ----------------------------------- | ------------ |
| 1.  | «Amiche Per La Pelle (strumentale)» | 3:22         |
| 2.  | «Gardenia (strumentale)»            | 2:46         |
| 3.  | «Winx On Ice (strumentale)»         | 1:27         |
| 4.  | «Quando Avrò Voglia Di Sorridere»   | 3:43         |
| 5.  | «Ricorda Che»                       | 3:42         |
| 6.  | «Io Ti Aspetterò»                   | 3:28         |
| 7.  | «Il Grande Lieto Fine»              | 4:04         |
| 8.  | «Amiche Per La Pelle»               | 3:23         |
| 9.  | «Una Festa»                         | 3:24         |
| 10. | «Animi Nobili»                      | 4:02         |
| 11. | «I Sogni A Modo Mio»                | 3:39         |
| 12. | «Un Unico Respiro»                  | 3:47         |
| 13. | «Ancora Una Poesia»                 | 4:18         |
| 14. | «Young Girls»                       | 3:18         |
| 15. | «I Sogni A Modo Mio (strumentale)»  | 3:39         |

## Постановки

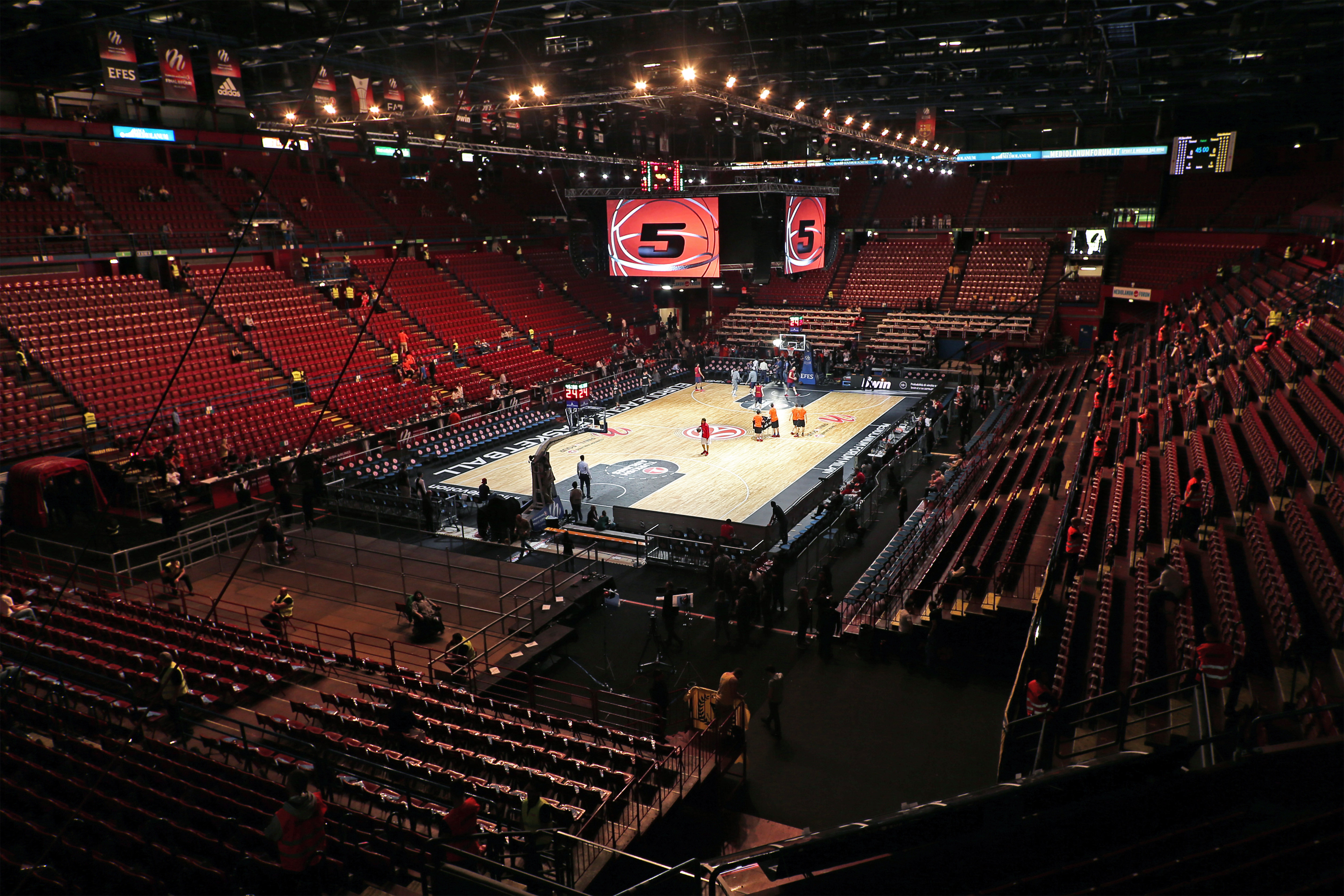
Арена Медиоланум Форум, на которой состоялась мировая премьера «Винкс на льду»

| Список постановок      |          |                                   |
| Арена                  | Город    | Даты                              |
| Медиоланум Форум       | Милан    | 6—9 ноября 2008 17—18 апреля 2010 |
| 105 стадион            | Женева   | 15—16 ноября 2008                 |
| Унипол-арена           | Болонья  | 22—23 ноября 2008                 |
| Палатриесте            | Триест   | 6—7 декабря 2008                  |
| Паласпорт Сан Лаццаро  | Падуя    | 13—14 декабря 2008                |
| Театр Палапартенопе    | Неаполь  | 20—21 декабря 2008                |
| Палавела               | Турин    | 26—28 декабря 2008                |
| Палалоттоматика        | Рим      | 2—6 января 2009                   |
| Палаццетто Ди Ачириале | Катания  | 17—18 января 2009                 |
| Резега                 | Лугано   | 27 февраля 2010                   |
| Алтис-Арена            | Лиссабон | 6—7 марта 2010                    |
| АккорХотелс Арена      | Париж    | 12—14 марта 2010                  |
| Мегаспорт              | Москва   | 24—28 марта 2010                  |

## Премьера и успех шоу

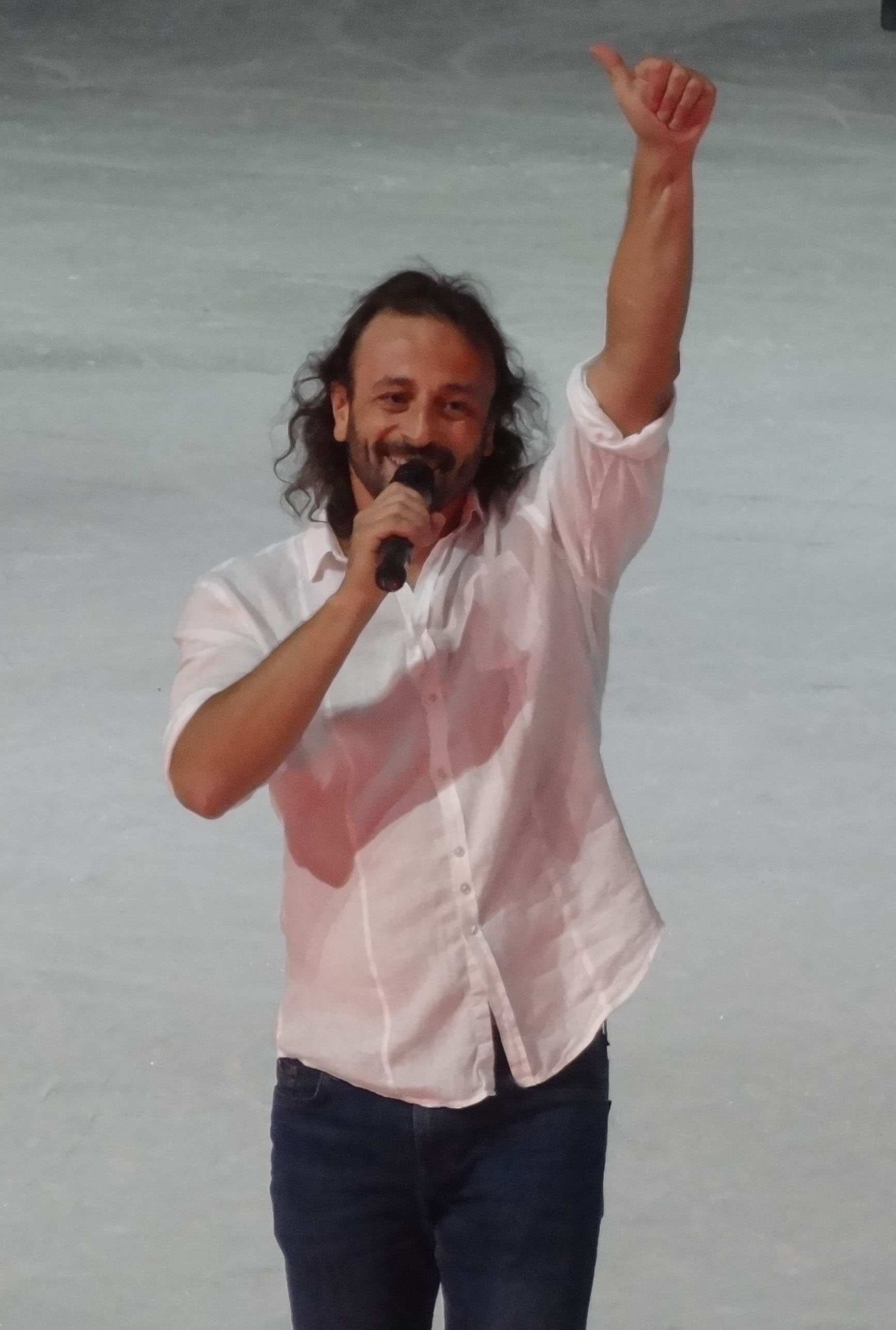
Илья Авербух, режиссёр российской версии шоу и его продолжения

Шоу объехало несколько стран, в числе которых Швейцария, Португалия, Франция и Россия, и продало более 350 000 билетов. Мировая премьера состоялась на арене «Медиоланум Форум» в Милане 6 ноября 2008 года. Каролина Костнер выступила спустя всего лишь 24 часа после возвращения с соревнований в Канаде. Одежду для её выступления приготовил Роберто Кавалли. Из-за огромного ажиотажа у людей не проверяли билеты, что привело к наплыву безбилетников и задержке представления на 40 минут. 13 и 14 декабря 2009 года шоу прошло в Падуе. Из-за нехватки билетов в первый день добавили третий вечерний спектакль. Для подготовки ледового поля было использовано 55 000 литров воды, оборудование перевозили 9 седельных автопоездов, а представление освещали 100 прожекторов. Каролина Костнер вновь исполнила свою роль на шоу в Милане 17 и 18 апреля 2010 года после участия в Олимпийских играх. Критик Филиппо Коланджело на сайте Teatro.it оценил мюзикл в три звезды из пяти, назвав шоу искусным и не отметив ни одного недостатка, однако саркастически отозвался об обилии разнообразных художественных интерпретаций «Клуба Винкс».
Никогда не видел спортивный зал, наполненный кричащими и радостными девушками и маленькими девочками… Пара Страффи и Вивинетто снова поражает по-настоящему искусно созданным шоу. Видеопроекции, гимнастки и танцоры… фигурное катание, объединившееся со спецэффектами в ледовом шоу для всей семьи. После театральной и анимационной версий не хватало только версии на льду. Мы ждём следующую версию… возможно, в космосе?
—Teatro.it
В Швейцарии шоу было запланировано на 5 декабря 2009, но в связи со сложностью подготовки его перенесли на 27 февраля 2010 года. Шоу прошло на арене Резега в италоязычном городе Лугано в 11:00 с повтором в 15:00. С каждого купленного билета один франк был пожертвован в благотворительную организацию Amca Foundation.
В Португалии мюзикл прошёл 6 и 7 марта 2010 года на «Алтис-Арене» в Лиссабоне. Португальскую версию подготовила Lemon Live Entertainment. Продюсер компании отметил, что современный дизайн постановки и модные персонажи призваны привлечь не только детей, но и более взрослую публику. Местная пресса организовала конкурсы с призами в виде бесплатных билетов на шоу. Во Франции представления прошли в Париже в спортивном комплексе «Аккорхотелс Арена» 12—14 марта 2010 года. Продюсером шоу стал Паскаль Бернарден, известный тем, что за 20 лет до этого организовал ледовое шоу с персонажами Disney. Он описал постановку как «шоу на льду, которое объединяет более мелкие элементы». По собственным словам, к работе над проектом «Винкс на льду» его подтолкнули его шестилетняя дочь и интерес к работе над семейными шоу.
В России постановка пробыла с 24 по 28 марта 2010 года в Москве во дворце «Мегаспорт». Организатором российской версии шоу выступил Илья Авербух, а роль Каролины в представлении исполнила двукратная чемпионка мира по фигурному катанию Ирина Слуцкая. Русскоязычный сценарий написал Алексей Кортнев, известный своей работой над российскими версиями таких постановок как Mamma Mia!, «Кошки», «Иствикские ведьмы» и «Красавица и чудовище». Одну из центральных музыкальных партий исполнила актриса Валерия Ланская, известная по участию в шоу «Ледниковый период». Роли двух антагонистов сыграли чемпионы мира по фигурному катанию Елена Леонова и Андрей Хвалько.

## Интерпретации
28 февраля и 1 марта 2009 года на итальянском телеканале Premium Extra концерна Mediaset Premium демонстрировалась видеозапись мюзикла. В Италии видеозапись представления с Каролиной Костнер вышла на DVD в исполнении 01 Distribution. По мотивам представления компания Giochi Preziosi выпустила линейку тематических кукол, которая помимо прочих персонажей содержит также Каролину, основанную на образе Каролины Костнер. Платье куклы основано на дизайне Роберто Кавалли. В 2010 году компания выпустила обновлённую линейку кукол, которая содержала Рокси.
В 2012 году в России было запущено эксклюзивное для страны продолжение ледового шоу — «Винкс на льду: Возвращение в волшебный мир». Практически всё, кроме сценария, подготовил лично Илья Авербух. В проекте приняли участие знаменитые чемпионы мира по фигурному катанию и ледовой акробатике: Елена Леонова, Андрей Хвалько, Владимир Беседин, Алексей Полищук, Максим Ставиский, а также актриса Елизавета Арзамасова. Новая российская версия шоу стартовала в Лужниках, побывала в Ледовом дворце в Санкт-Петербурге и ещё нескольких городах России. Ряд российских СМИ разыграл бесплатные билеты на шоу.

## Комментарии
1. ↑  В оригинальном итальянском сериале Лейлу зовут Аиша (итал. Aisha), но во многих локализациях её имя было изменено на Лейла (англ. Layla).
2. ↑  Более подробно см. Клуб Винкс#Персонажи и мир сериала.
3. 1 2 3  Во время премьеры шоу арена называлась ДатчФорум.
4. ↑  Каролина Костнер играла роль Каролины только в трёх городах.
5. ↑  Дочерние наименования MAS Music Arts & Show.
6. ↑  Во время премьеры шоу арена называлась Вайллант-палас.
7. ↑  Во время премьеры шоу арена называлась Футуршоу-Стейшн.
8. ↑  Во время премьеры шоу арена называлась ПалаНет.
9. ↑  Во время премьеры шоу арена называлась Атлантический павильон.
10. 1 2  Во время премьеры шоу арена называлась Дворец спорта «Берси́».
11. ↑  В этой версии персонажи Лиза и Максим катаются на коньках, и Максима похищают Трикс, чтобы он помог Валтору создать телешоу, которое покорит мир, но появляются феи Винкс и приходят героям на помощь.